# آلیچه پالاتسی
آلیچه پالاتسی (ایتالیایی: Alice Palazzi؛ ۲۲ دسامبر ۱۹۷۹) بازیگر سینما و تلویزیون اهل ایتالیا است.
از فیلم‌ها یا سریال‌های تلویزیونی که وی در آن‌ها نقش داشته‌است، می‌توان به اتوبوس شب، واحد ضد مافیا و حوزه استحفاظی اشاره نمود.